# Taonsgho (Tougouri)
Pour les articles homonymes, voir Taonsgho.
Ne doit pas être confondu avec Taonsgo.
Taonsgho est une localité située dans le département de Tougouri de la province du Namentenga dans la région Centre-Nord au Burkina Faso. 

## Géographie
Le village est bordé par la forêt régionale homonyme.

## Éducation et santé
Le centre de soins le plus proche de Taonsgho est le centre médical (CM) de Tougouri tandis que le centre médical avec antenne chirurgicale (CMA) de la province se trouve à Boulsa.